# Староиванцевский сельсовет
Староиванцевский сельсовет — муниципальное образование (сельское поселение) в составе Шатковского района Нижегородской области.
Административный центр — село Старое Иванцево.

## История
Статус и границы сельского поселения установлены Законом Нижегородской области от 15 июня 2004 года № 60-З «О наделении муниципальных образований — городов, рабочих посёлков и сельсоветов Нижегородской области статусом городского, сельского поселения».

## Население
| 2002 | 2010  | 2012  | 2013  | 2014 | 2015 | 2016 |
| ---- | ----- | ----- | ----- | ---- | ---- | ---- |
| 1329 | ↘1085 | ↘1036 | ↘1016 | ↘982 | ↘952 | ↘921 |
| 2017 | 2018  | 2019  | 2020  | 2021 |      |      |
| ↘901 | ↘872  | ↘838  | ↘822  | ↘764 |      |      |

## Состав сельского поселения
| № | Населённый пункт | Тип населённого пункта       | Население |
| - | ---------------- | ---------------------------- | --------- |
| 1 | Великий Враг     | село                         | ↘470      |
| 2 | Новое Иванцево   | село                         | ↘161      |
| 3 | Старое Иванцево  | село, административный центр | ↘454      |